# Prairies inondables de la basse vallée du Doubs jusqu'à l'amont de Navilly
Prairies inondables de la basse vallée du Doubs jusqu'à l'amont de Navilly este o arie protejată (sit de importanță comunitară — SCI) din Franța întinsă pe o suprafață de 1.431 ha, integral pe uscat.

## Localizare
Centrul sitului Prairies inondables de la basse vallée du Doubs jusqu'à l'amont de Navilly este situat la coordonatele 46°55′36″N 5°13′55″E / 46.92667°N 5.23194°E.

## Înființare
Situl Prairies inondables de la basse vallée du Doubs jusqu'à l'amont de Navilly a fost declarat arie specială de conservare în baza directivei 92/43 din 1992 referitoare la conservarea habitatelor naturale și a faunei și florei sălbatice pentru a proteja 7 specii de animale.

## Biodiversitate
Situată în ecoregiunea continentală, aria protejată conține 9 habitate naturale: Ape stătătoare oligotrofe până la mezotrofe, cu vegetație de Littorelletea uniflorae și/sau de Isoëto-Nanojuncetea, Cursuri de apă de la nivel de câmpie la nivel montan, cu vegetație Ranunculion fluitantis și Callitricho-Batrachion, Pajiști carstice calcaroase sau bazofile, de Alysso-Sedion albi, Pajiști uscate seminaturale și facies de acoperire cu tufișuri pe substraturi calcaroase (Festuco-Brometalia) (* situri importante pentru orhidee), Liziere de ierburi înalte hidrofile de câmpie și de nivel montan până la alpin, Păduri aluvionare cu Alnus glutinosa și Fraxinus excelsior (Alno-Padion, Alnion incanae, Salicion albae), Râuri cu maluri nămoloase cu vegetație de Chenopodion rubri p.p. și Bidention p.p., Fânețe de joasă altitudine (Alopecurus pratensis, Sanguisorba officinalis), Lacuri eutrofice naturale cu vegetație de tip Magnopotamion sau Hydrocharition.
La baza desemnării sitului se află mai multe specii protejate:
- amfibieni (2): izvoraș-cu-burta-galbenă (Bombina variegata), triton cu creastă (Triturus cristatus)
- mamifere (2): castor (Castor fiber), liliac comun (Myotis myotis)
- nevertebrate (1): fluturele purpuriu (Lycaena dispar)
- pești (2): cicar (Lampetra planeri), boarță (Rhodeus amarus)

Pe lângă speciile protejate, pe teritoriul sitului au mai fost identificate 8 specii de plante, 4 specii de păsări, 5 specii de amfibieni, 1 specie de mamifere, 3 specii de pești, 6 specii de reptile.